# 1577 w literaturze
Wydarzenia literackie w 1577 roku.

## Nowe książki
- polskie
  - Marcin Kromer – Polonia sive de situ, populis, moribus, magistratibus et re publica regni Polonici libri duo
  - Piotr Skarga – O jedności Kościoła Bożego pod jednym Pasterzem i o greckim od tej jedności odstąpieniu